# Lijst van voetbalinterlands Georgië - Malta
Deze lijst van voetbalinterlands is een overzicht van alle officiële voetbalwedstrijden tussen de nationale teams van Georgië en Malta. De landen speelden tot op heden negen keer tegen elkaar. De eerste ontmoeting, een vriendschappelijke wedstrijd, werd gespeeld in Ta' Qali op 10 februari 1994. Het laatste duel, eveneens een vriendschappelijke wedstrijd, vond plaats op 1 juni 2018 in Schwaz (Oostenrijk).

## Wedstrijden
| № | Plaats   | Datum            | Competitie           | Wedstrijd       | Uitslag |
| - | -------- | ---------------- | -------------------- | --------------- | ------- |
| 1 | Ta' Qali | 10 februari 1994 | Vriendschappelijk    | Malta – Georgië | 0 – 1   |
| 2 | Tbilisi  | 19 juli 1994     | Vriendschappelijk    | Georgië – Malta | 1 – 1   |
| 3 | Ta' Qali | 10 februari 1998 | Vriendschappelijk    | Malta – Georgië | 1 – 3   |
| 4 | Ta' Qali | 1 maart 2006     | Vriendschappelijk    | Malta – Georgië | 0 – 2   |
| 5 | Ta' Qali | 12 augustus 2009 | Vriendschappelijk    | Malta – Georgië | 2 – 0   |
| 6 | Tbilisi  | 8 oktober 2010   | EK 2012 kwalificatie | Georgië – Malta | 1 – 0   |
| 7 | Ta' Qali | 6 september 2011 | EK 2012 kwalificatie | Malta – Georgië | 1 – 1   |
| 8 | Tbilisi  | 25 maart 2015    | Vriendschappelijk    | Georgië – Malta | 2 – 0   |
| 9 | Schwaz   | 1 juni 2018      | Vriendschappelijk    | Georgië – Malta | 1 – 0   |

## Samenvatting
| Competitie        | Totaal gespeeld | Winst Georgië | Gelijk | Winst Malta | Doelsaldo Georgië – Malta |
| ----------------- | --------------- | ------------- | ------ | ----------- | ------------------------- |
| EK-kwalificatie   | 2               | 1             | 1      | 0           | 2 − 1                     |
| Vriendschappelijk | 7               | 5             | 1      | 1           | 10 − 4                    |
| Totaal            | 9               | 6             | 2      | 1           | 12 − 5                    |

## Details

### Eerste ontmoeting
| Vriendschappelijk (Ta' Qali, Malta, 10 februari 1994): |       |                             |
| Malta                                                  | 0 – 1 | Georgië                     |
|                                                        | goals | 16' (pen.) Temoeri Ketsbaia |

### Tweede ontmoeting
| Vriendschappelijk (Tbilisi, Georgië, 19 juli 1994): |       |                     |
| Georgië                                             | 1 – 1 | Malta               |
| Sjota Arveladze 37' (pen.)                          | goals | 33' Michael Spiteri |

### Derde ontmoeting
| Vriendschappelijk (Ta' Qali, Malta, 10 februari 1998): |       |                                                                           |
| Malta                                                  | 1 – 3 | Georgië                                                                   |
| Jonathan Magri Overend 56'                             | goals | 12' Micheil Kavelasjvili 72' Gotsja Dzjamaraoeli 76' Micheil Kavelasjvili |

### Vierde ontmoeting
| Vriendschappelijk (Ta' Qali, Malta, 1 maart 2006): |       |                                          |
| Malta                                              | 0 – 2 | Georgië                                  |
|                                                    | goals | 8' Otar Martsvaladze 18' Beka Gotsiridze |

### Vijfde ontmoeting
| Vriendschappelijk (Ta' Qali, Malta, 12 augustus 2009): |       |         |
| Malta                                                  | 2 – 0 | Georgië |
| Michael Mifsud 64' Michael Mifsud 74'                  | goals |         |

### Zesde ontmoeting
| EK 2012 kwalificatie (Tbilisi, Georgië, 8 oktober 2010): |       |       |
| Georgië                                                  | 1 – 0 | Malta |
| David Siradze 90+1'                                      | goals |       |

### Zevende ontmoeting
| EK 2012 kwalificatie (Ta' Qali, Malta, 6 september 2011): |       |                    |
| Malta                                                     | 1 – 1 | Georgië            |
| Michael Mifsud 25'                                        | goals | 15' Dzjaba Kankava |

### Achtste ontmoeting
| Vriendschappelijk (Tbilisi, Georgië, 25 maart 2015):                                 |       |       |
| Georgië                                                                              | 2 – 0 | Malta |
| Dzjaba Kankava 83' Valeri Kazaisjvili 90+1'                                          | goals |       |
| - Debuut van Ryan Camenzuli (Birkirkara FC) en Alfred Effiong (Qormi FC) voor Malta. |       |       |

GFF · A-internationals · Bondscoaches · Statistieken · Georgisch vrouwenelftal · Georgië U21 · Georgië U20 · Georgië U19 · Georgië U18 · Georgië U17 · Georgië U16
1990 – 1999 ·
2000 – 2009 ·
2010 – 2019 ·
2020 − 2029
1990 · 
1991 · 
1992 · 
1993 · 
1994 · 
1995 · 
1996 · 
1997 · 
1998 · 
1999 · 
2000 · 
2001 · 
2002 · 
2003 · 
2004 · 
2005 · 
2006 · 
2007 · 
2008 · 
2009 · 
2010 · 
2011 · 
2012 · 
2013 · 
2014 · 
2015 ·
2016 ·
2017 ·
2018 ·
2019 ·
2020 ·
2021 ·
2022 ·
2023 ·
2024
Albanië ·
Andorra ·
Armenië ·
Azerbeidzjan ·
Bosnië en Herzegovina ·
Bulgarije ·
Cyprus ·
Denemarken ·
Duitsland ·
Egypte ·
Engeland ·
Estland ·
Faeröer ·
Finland ·
Frankrijk ·
Gibraltar ·
Griekenland ·
Hongarije ·
Ierland ·
IJsland ·
Iran ·
Israël ·
Italië ·
Jordanië ·
Kameroen ·
Kazachstan ·
Kosovo ·
Kroatië ·
Letland ·
Libanon ·
Liechtenstein ·
Litouwen ·
Luxemburg ·
Malta ·
Marokko ·
Moldavië ·
Mongolië ·
Montenegro · 
Nederland ·
Nieuw-Zeeland ·
Nigeria ·
Noord-Ierland ·
Noord-Macedonië ·
Noorwegen ·
Oekraïne ·
Oezbekistan ·
Oostenrijk ·
Paraguay ·
Polen ·
Portugal ·
Qatar ·
Roemenië ·
Rusland ·
Saint Kitts en Nevis ·
Saoedi-Arabië ·
Schotland ·
Servië ·
Slovenië ·
Slowakije ·
Spanje ·
Thailand ·
Tsjechië ·
Tunesië ·
Turkije ·
Uruguay ·
Verenigde Arabische Emiraten ·
Wales ·
Wit-Rusland ·
Zuid-Afrika ·
Zuid-Korea ·
Zweden ·
Zwitserland
Malta Football Association · A-internationals · Bondscoaches · Statistieken · Maltees vrouwenelftal · Malta U21 · Malta U20 · Malta U19 · Malta U18 · Malta U17 · Malta U16
1957 – 1959 ·
1960 – 1969 ·
1970 – 1979 ·
1980 – 1989 ·
1990 – 1999 ·
2000 – 2009 ·
2010 – 2019 ·
2020 − 2029
1957 · 
1958 · 
1959 · 
1960 · 
1961 · 
1962 · 
1963 · 
1964 · 
1965 · 
1966 · 
1967 · 1968 · 
1969 · 
1970 · 
1971 · 
1972 · 
1973 · 
1974 · 
1975 · 
1976 · 
1977 · 
1978 · 
1979 · 
1980 · 
1981 · 
1982 · 
1983 · 
1984 · 
1985 · 
1986 · 
1987 · 
1988 · 
1989 · 
1990 ·
1991 · 
1992 · 
1993 · 
1994 · 
1995 · 
1996 · 
1997 · 
1998 · 
1999 · 
2000 · 
2001 · 
2002 · 
2003 · 
2004 · 
2005 · 
2006 · 
2007 · 
2008 · 
2009 · 
2010 · 
2011 · 
2012 · 
2013 · 
2014 · 
2015 · 
2016 ·
2017 ·
2018 ·
2019 ·
2020 ·
2021 ·
2022
Albanië ·
Algerije ·
Andorra ·
Angola ·
Armenië ·
Azerbeidzjan ·
België ·
Bosnië en Herzegovina · 
Bulgarije ·
Canada ·
Centraal-Afrikaanse Republiek ·
Cyprus ·
DDR ·
Denemarken ·
Duitsland ·
Egypte ·
Engeland ·
Estland ·
Faeröer ·
Finland ·
Frankrijk ·
Gabon ·
Georgië ·
Gibraltar · 
Griekenland ·
Hongarije ·
Ierland ·
IJsland ·
Indonesië ·
Israël ·
Italië ·
Japan ·
Joegoslavië ·
Jordanië ·
Kaapverdië ·
Kazachstan ·
Koeweit ·
Kosovo ·
Kroatië ·
Letland ·
Libanon ·
Libië ·
Liechtenstein ·
Litouwen ·
Luxemburg ·
Moldavië ·
Nederland ·
Noord-Ierland ·
Noord-Macedonië ·
Noorwegen ·
Oekraïne ·
Oostenrijk ·
Polen ·
Portugal ·
Qatar ·
Roemenië ·
Rusland ·
San Marino ·
Schotland ·
Slovenië ·
Slowakije ·
Spanje ·
Thailand ·
Tsjechië ·
Tsjecho-Slowakije ·
Tunesië · 
Turkije · 
Venezuela · 
Verenigde Arabische Emiraten ·
Verenigde Staten ·
Wales ·
Wit-Rusland ·
Zuid-Afrika ·
Zuid-Korea ·
Zweden ·
Zwitserland